# Moskenesøya

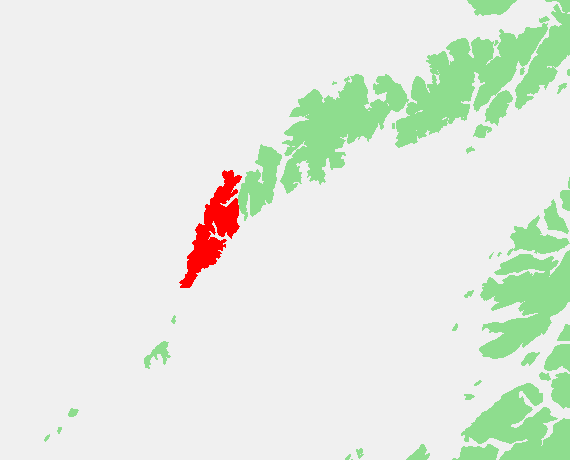
Localització de l'illa.

Moskenesøya (en noruec significa «illa de Moskenes») és una illa de l'arxipèlag de les Illes Lofoten, a Noruega.

## Geografia
Moskenesøya és una de les principals illes de l'arxipèlag de les Lofoten i és la més allunyada del continent (els arxipèlags de Vær i Røst són encara més lluny, però aquestes illes són bastants més petites). Està situada al sud-oest de Flakstadøya.
Amb una superfície de 186 km², Moskenesøya és la tercera major illa de les Lofoten, darrere Austvåg i Vestvåg. Culmina al mont Hermannsdalstind amb 1029 metres d'altitud.
Administrativament, Moskenesøya està dividida entre les comunes de Moskenes i Flakstad. Un dels pobles es diu Å.

## Transports
El pont Kåkern connecta Moskenesøya a la veïna illa de Flakstadøya, al nord-est.

## Galeria d'imatges

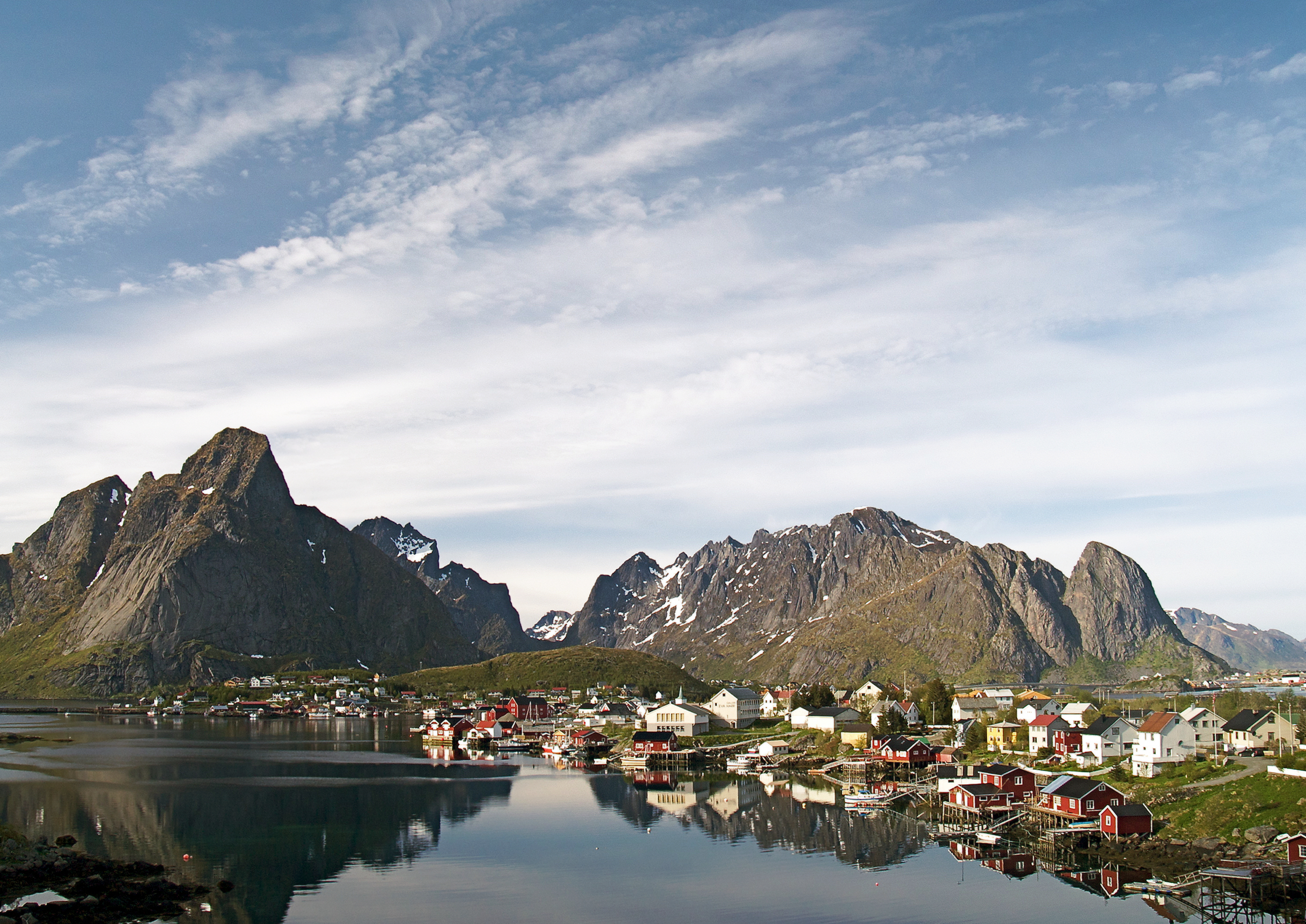
Reine.
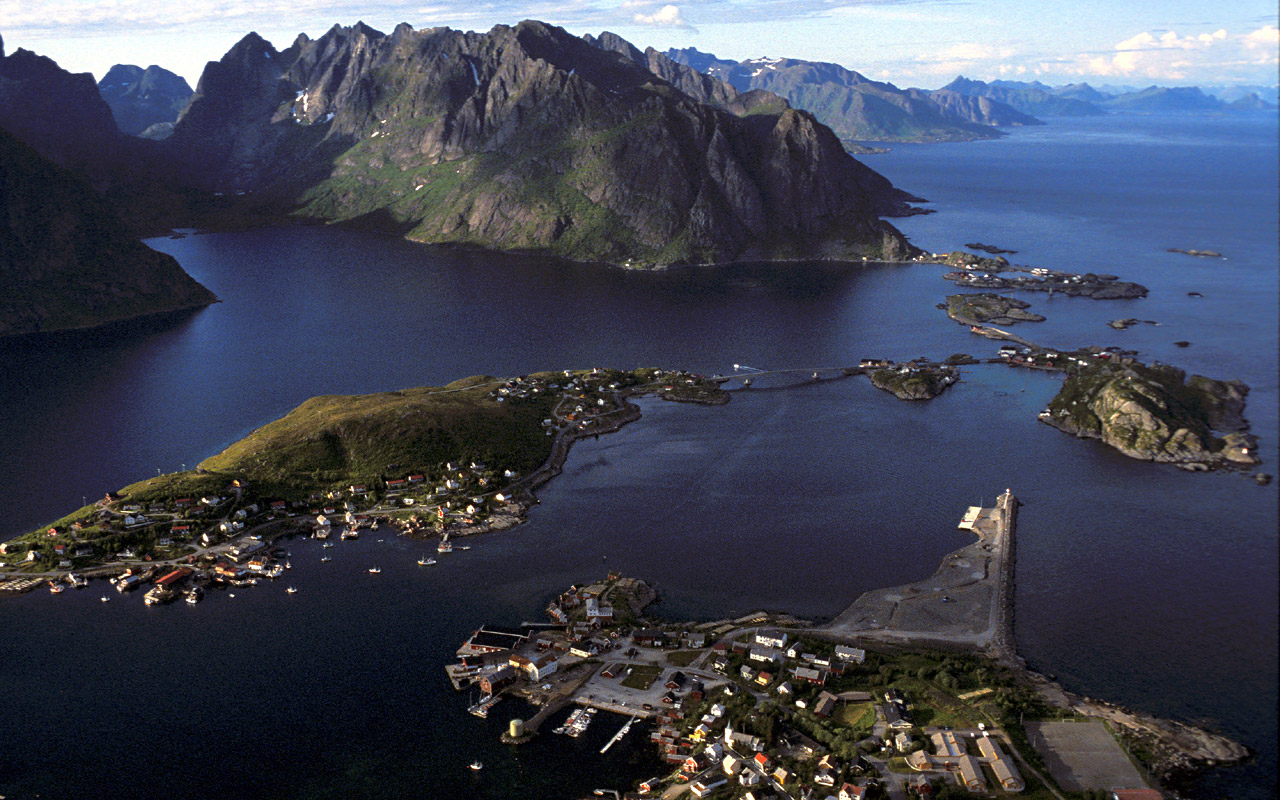
Reine.
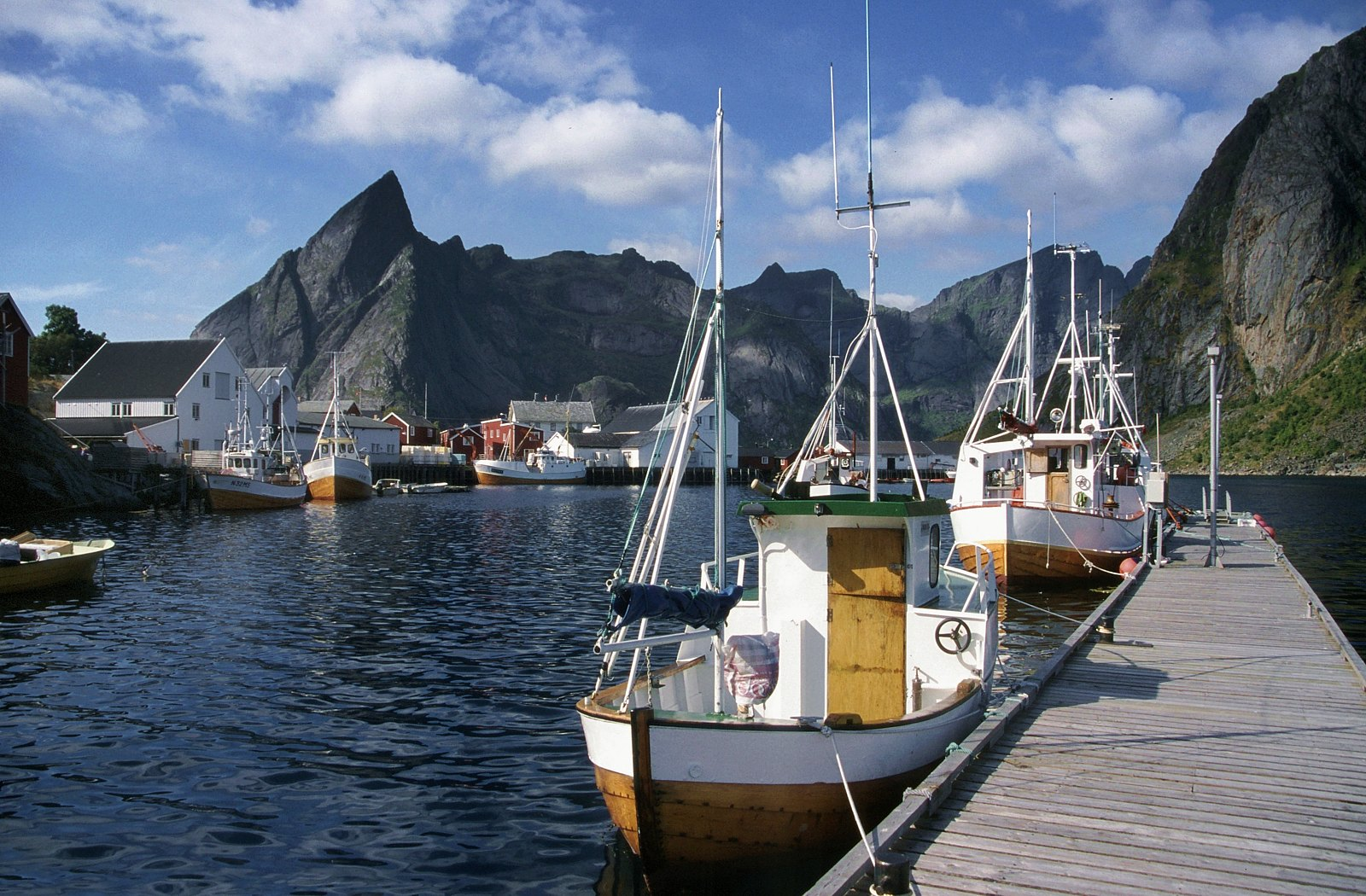
Hamnøy.
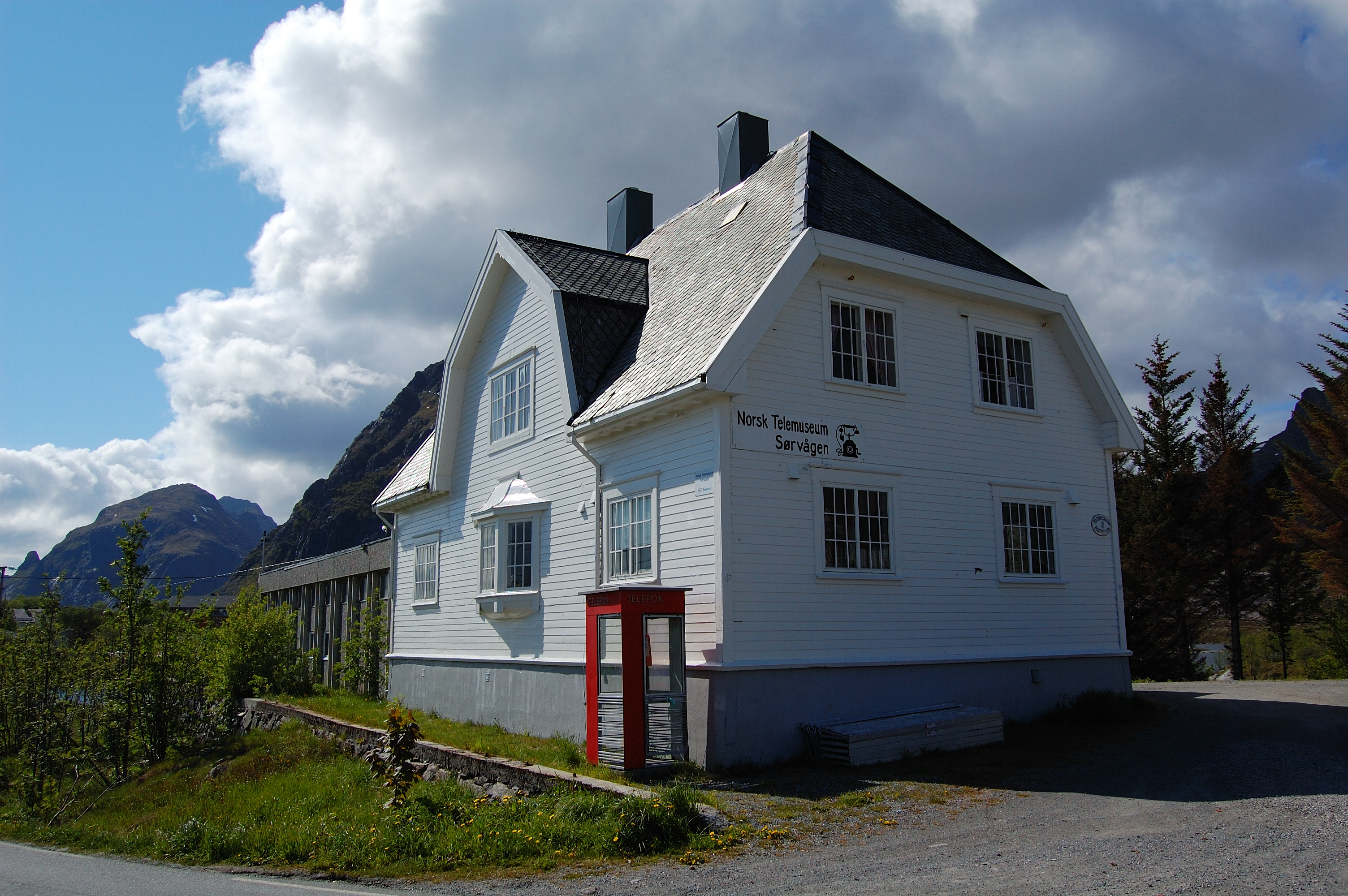
Museu Noruec de Telecomunicacions a Sørvågen.
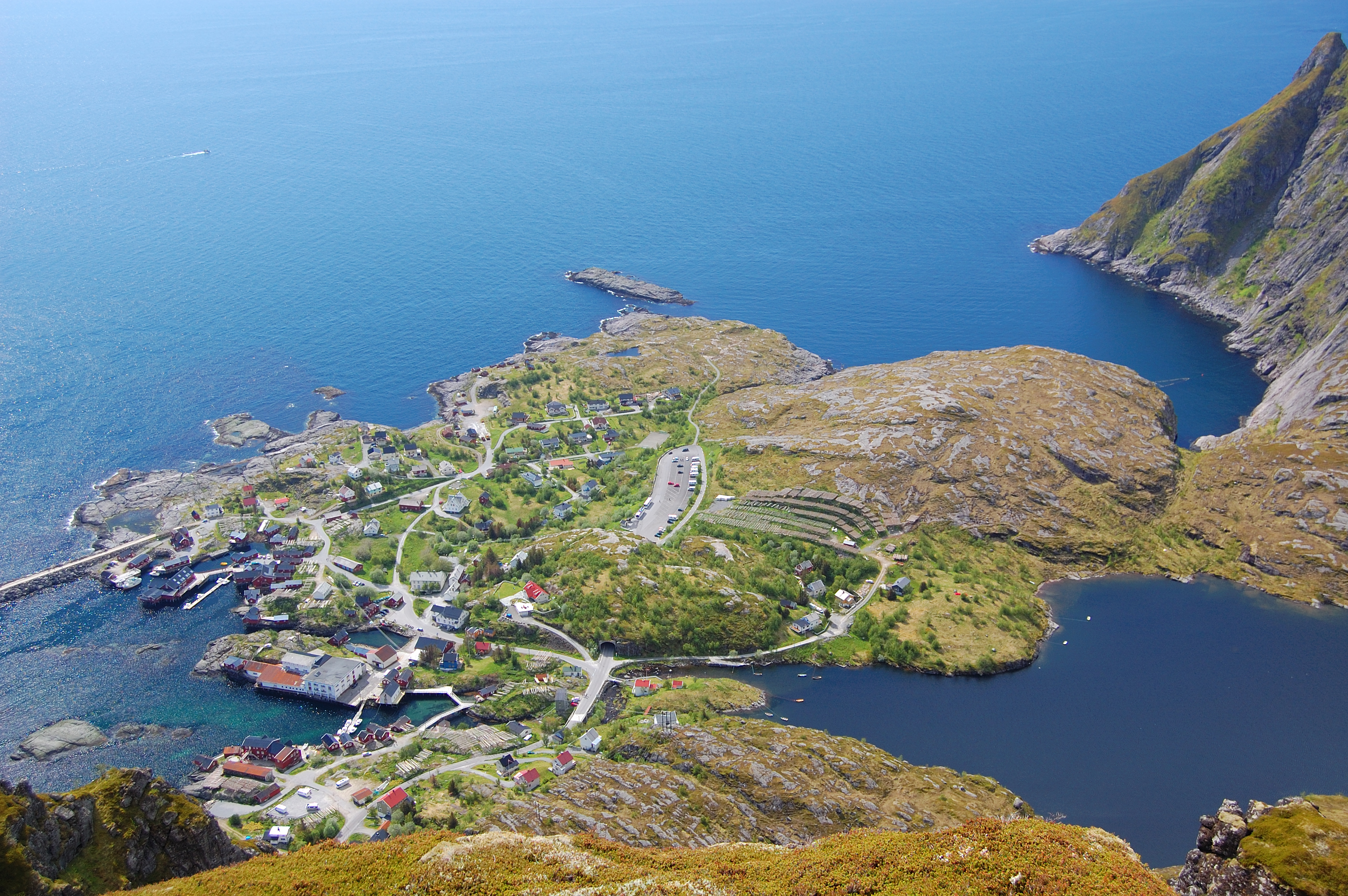
Poble d'Å.